# Paulo Renato (ator)
Renato Ramos Paulino (Lisboa, 23 de outubro de 1924 – Lisboa, 26 de dezembro de 1981), conhecido profissionalmente como Paulo Renato, foi um ator e encenador português.

## Biografia
Estreou-se no Teatro-Estúdio do Salitre, em Lisboa, no Instituto de Cultura Italiana, dirigido por Gino Saviotti. Actuou depois no grupo de Pedro Bom, no antigo Café Lisbonense, ao lado de Glicínia Quartin. Depois participou em “Roberto e Melisandra”, de Tomás Ribas (1949) no Teatro Experimental da Rua da Fé.
Obtém um pequeno papel no filme em «Sol e Toiros», do espanhol José Buchs, rodado em Portugal.
Faz teatro radiofónico na RCP ao lado de nomes como Rogério Paulo, Alves da Costa, Isabel Wolmar, Carmen Dolores, Laura Alves, Álvaro Benamor e Josefina e António Silva.
Era contabilista na empresa Companhia de Diamantes mas a estreia como profissional no Teatro Nacional D. Maria II (Rey Colaço-Robles Monteiro), apenas ocorreu em 1950, com “Crime e Castigo”. Depois ainda participou em peças como “A Fera Amansada” de Shakespeare e “A Sereia do Mar e da Terra” de Casona.
Na Companhia de Alma Flora (Teatro da Trindade) subiu ao palco em  “Um Beijo na Face” e “Feitiço” . Actuou também no Teatro do Povo antes de se juntar à Companhia de Vasco Morgado em 1952.
Em 1955 participou em "A Severa", no Teatro Monumental, onde contracenou com Amália Rodrigues.
Participou ainda em peças como “Margarida da Rua”, “Boa-Noite Betina”,  “O Comprador de Horas” e “Rei Lear” de William Shakespeare. Onde apareceram outros nomes como Rui De Carvalho e Laura Alves. Encenou a peça “O Segredo” de Michael Redgrave (1964) protagonizada por Maria Barroso .
Na Companhia de Raul Solnado, no Teatro Villaret participou em  “Amor às Riscas” e “O Vison Voador” de 1969. Colaborou no programa Zip-Zip em alguns sketches cómicos ao lado de Solnado.
Em 1973 regressou ao Teatro Nacional D. Maria II, desta vez no Teatro São Luiz após o incêndio de 1964, com “Adriano VII”.
Com Luís de Sttau Monteiro, Maria Leonor, Raul Calado e Maria João Seixas, fez parte do júri do concurso televisivo "A Visita da Cornélia" que foi um acontecimento da nossa televisão em 1977.
Formou e dirigiu a Companhia Portuguesa de Teatro, conjuntamente com Mariana Rey Monteiro, com peças como “É!...” (Teatro Monumental),  “Filomena Marturano” (Teatro Maria Matos) e “Em Família” (Teatro Maria Matos).
Morreu em 26 de dezembro de 1981, devido a problemas cardíacos. Paulo Renato teve uma filha, Maria Isolete Vieira.
A 6 de julho de 1982, foi agraciado, a título póstumo, com o grau de Comendador da Ordem do Infante D. Henrique.

## Carreira
Televisão
- 1979 Zé Gato
- 1979 Le comte de Monte-Cristo
- 1978 Ivone a Faz Tudo
- 1970 Millionen nach Maß
- 1969 Othelo
- 1969 O Juiz da Beira
- 1968 Quando Portugal Canta
- 1968 A Sapateira Prodigiosa
- 1965 A Menina Feia
- 1964 Um Mês no Campo
- 1964 Os Fidalgos da Casa Mourisca
- 1964 Os anjos Não Dormem
- 1963 Xeque-Mate
- 1963 O Baile
- 1963 Carmosina
- 1963 A Montanha de Gelo
- 1961 O Herói e o Soldado
- 1961 Não Chove em Vilar de Pedra
- 1959 Quanto Importa Ser Leal
- 1959 O Roubo do Elefante Branco
- 1959 O Grande Teatro do Mundo
- 1959 A Longa Ceia de Natal
- 1958 O Doente Imaginário
- 1958 O Amor Posto à Prova
- 1957 Realidade da Fantasia

Cinema
- 1968 Estrada da Vida - Henrique Campos
- 1963 Pássaros de Asas Cortadas de Artur Ramos
- 1963 Os Verdes Anos - Paulo Rocha
- 1961 Raça - Augusto Fraga
- 1958 Sangue Toureiro - Augusto Fraga
- 1954 Quando o Mar Galgou a Terra - Henrique Campos
- 1952 Dentro da Vida - Jonald
- 1949 Sol e Toiros - José Buchs